# Дурсенева, Александра Леонидовна
Александра Леонидовна Дурсенева (род. 26 февраля 1964, Харьков, УССР, СССР) — российская оперная певица (меццо-сопрано), солистка Большого театра, заслуженная артистка РФ.

## Биография
Родилась в Харькове. Её мать — Любовь Попова — оперная певица долгие годы работала в Харьковском государственном академическом театре оперы и балета имени Н. В.Лысенко. Дочь пошла по стопам мамы, но вначале
окончила Харьковский государственный педагогический институт, а затем — вокальное отделение Харьковского института искусств (класс Т. Веске). С 1991-94-й — солистка Харьковского государственного академического театра оперы и балета имени Н. В.Лысенко.
С 1994 года работает в Большом театре.

## Репертуар
- Гувернантка, Графиня («Пиковая дама» П. Чайковского)
- Амелфа («Золотой петушок» Н. Римского-Корсакова)
- Ваня («Жизнь за царя» М. Глинки)
- Мамка Ксении, Хозяйка корчмы («Борис Годунов» М. Мусоргского)
- Кончаковна («Князь Игорь» А. Бородина)
- Марта («Иоланта» П. Чайковского)
- Марфа («Хованщина» М. Мусоргского)
- Ратмир («Руслан и Людмила» М. Глинки)
- Няня («Евгений Онегин» П. Чайковского)
- Принцесса Клариче («Любовь к трем апельсинам» С. Прокофьева)
- Басманов («Опричник» П. Чайковского)
- Любаша («Царская невеста» Н. Римского-Корсакова)
- Баба Турчанка («Похождения повесы» И. Стравинского)
- Принцесса Буйонская («Адриенна Лекуврер» Ф. Чилеа)
- Настоятельница монастыря («Огненный ангел» С. Прокофьева)
- Сонетка («Леди Макбет Мценского уезда» Д. Шостаковича)
- Ульрика («Бал-маскарад» Дж. Верди)
- Весна («Снегурочка» Н. Римского-Корсакова)
- Фенена («Набукко» Дж. Верди)
- Джованна («Риголетто» Дж. Верди)
- Сопрано («Сказка о Попе и его работнике Балде» А. Праведникова – спектакль «Байки о Лисе, Утенке и Балде».
- Меццо-сопрано, Вахтерша, Ветер (балет «Нуреев» И. Демуцкого)
- Жена Фомы Назарыча («Садко» Н. Римского-Корсакова)

Концертный репертуар включает в себя произведения М. Глинки, П. Чайковского, М. Мусоргского, Н. Римского-Корсакова, А. Бородина, С. Рахманинова, Дж. Верди, Ж. Бизе, К. Сен-Санса, А. Дворжака, Р. Вагнера, К. Вайля и др.

## Дискография
- 1997 – «Сказание о невидимом граде Китеже и деве Февронии» Н. Римского-Корсакова, партия Алконоста, дирижер В. Федосеев, Koch Schwann
- 1998 – «Демон» А. Рубинштейна, партия Няни, дирижер В. Федосеев, Koch Schwann
- 2004 – «Опричник» П. Чайковского, партия Басманова, дирижер Г. Рождественский, Dynamic
- 2003 – «Руслан и Людмила» М. Глинки, партия Ратмира, дирижер А. Ведерников, PentaTone
- 2006 – «Обручение в монастыре» С. Прокофьева, партия Дуэньи, дирижер В. Юровский
- 2007– «Алеко» С. Рахманинова, партия Старой цыганки, дирижер В. Федосеев, Relief
- 2014 – «Александра Дурсенева. Русские романсы», «Мелодия»
- 2017 – «Романсы XX века», партия фортепиано – Владимир Слободян, «Мелодия»
- 2021 – Mahler: Der Abschied, «Мелодия»

## Награды
- II премия Международного конкурса вокалистов имени М. И. Глинки
- III премия Международного конкурса имени Станислава Монюшко (Варшава)
- Заслуженная артистка Российской Федерации
- Приз за лучшее исполнение произведений М. Глинки
- I премия Международного конкурса камерного пения «Янтарный соловей» (Калининград)